# جیم رناکی
جیم رناکی (به انگلیسی: Jim Renacci) نمایندهٔ حوزه انتخابیه شانزدهم اوهایو از حزب جمهوری‌خواه ایالات متحده آمریکا در مجلس نمایندگان ایالات متحده آمریکا است که برای نخستین‌بار در ۶ ژانویه ۲۰۱۱ میلادی به‌عضویت این مجلس درآمد.